# Anthrax fur
Anthrax fur är en tvåvingeart som först beskrevs av Osten Sacken 1877.  Anthrax fur ingår i släktet Anthrax och familjen svävflugor. Inga underarter finns listade i Catalogue of Life.